# Hans Fünfschilling

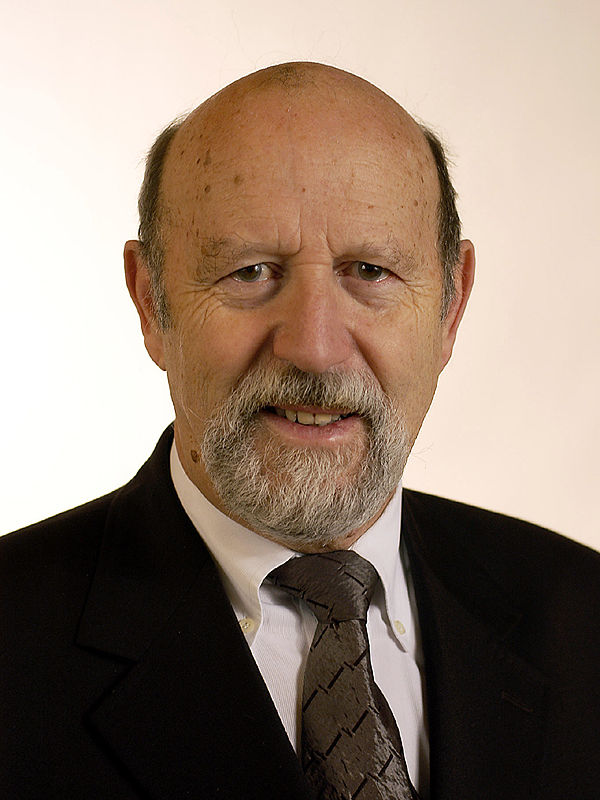
Hans Fünfschilling

Hans Fünfschilling (* 19. Januar 1940 in Basel) ist ein Schweizer Politiker (FDP).

## Leben
Fünfschilling absolvierte am Gymnasium am Münsterplatz in Basel die Matur und studierte danach an der Universität Basel Biologie und Mathematik (Diplom) sowie Astrophysik (Doktor). Während des Studiums war er zudem als Lehrer tätig. Später wurde er Informatikleiter bei Roche in Basel.
Die erste politische Erfahrung machte Fünfschilling auf Gemeindeebene als Präsident der Schulpflege Binningen/Bottmingen. Im September 1976 wurde er in den Landrat gewählt. Im Juli 1987 wurde er zum Regierungsrat gewählt, wo er zunächst zwei Jahre Erziehungsdirektor war und später bis Juni 2000 Finanzdirektor.
Am 6. Dezember 1999 wurde Fünfschilling bei den nationalen Parlamentswahlen in den Ständerat gewählt und war dort unter anderem Mitglied der Finanzkommission, der Sicherheitskommission, der Verkehrs- und Fernmeldekommission sowie der OSZE-Delegation. Im Jahr 2007 schied er aus diesem Amt aus.
Fünfschilling war ausserdem Komiteevorsitzender des Europäischen Jugendchorfestivals (EJCF) bis Dezember 2010, Präsident der SRG Deutschschweiz bis Ende 2007 sowie Verwaltungsrat bei Endress+Hauser bis 2014 und der Arpida AG bis zur Fusion mit Evolva 2009.
Er ist verheiratet und hat zwei Kinder.